# Thaïs (opera)
Thaïs je opera o třech dějstvích a sedmi obrazech, kterou vytvořil francouzský skladatel Jules Massenet. Autorem libreta byl Louis Gallet, jenž vycházel ze stejnojmenného románu spisovatele Anatola France. 
Opera měla premiéru v Opéra Garnier v Paříži dne 16. března 1894. V hlavní roli se tehdy představila americká sopranistka Sibyl Sanderson, režie se ujal Alexandre Lapissida, kostýmy navrhl Charles Bianchini a scénu Marcel Jambon (1. dějství, scéna 1; 3. dějství) a Eugène Carpezat (1. dějství, scéna 2; 2. dějství). Opera byla později skladatelem revidována, přičemž byla znovu uvedena na témže místě dne 13. dubna 1898.
V Českých zemích byla opera představena poprvé v roce 1924 v Plzni.
Další nastudování následovalo více než po 90 letech v Liberci (2016).